# Euphoria sepulcralis
Euphoria sepulcralis är en skalbaggsart som beskrevs av Fabricius 1801. Euphoria sepulcralis ingår i släktet Euphoria och familjen Cetoniidae.

## Underarter
Arten delas in i följande underarter:
- E. s. rufina
- E. s. nitens
- E. s. leucographa

## Bildgalleri

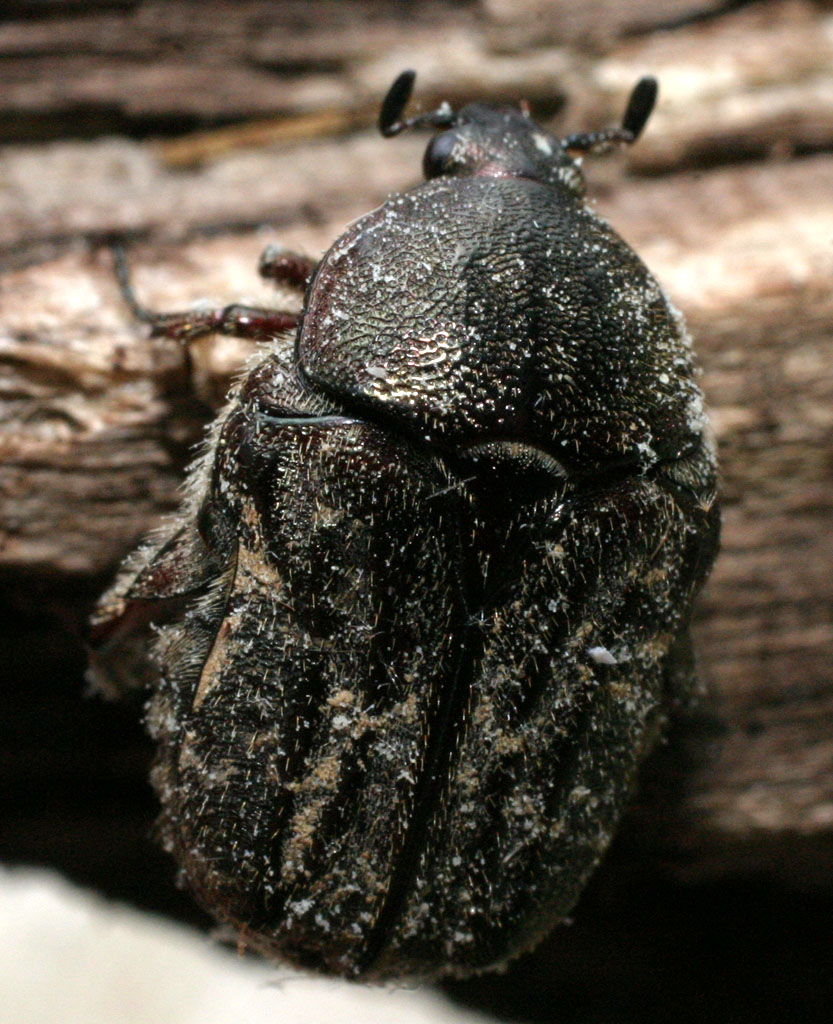
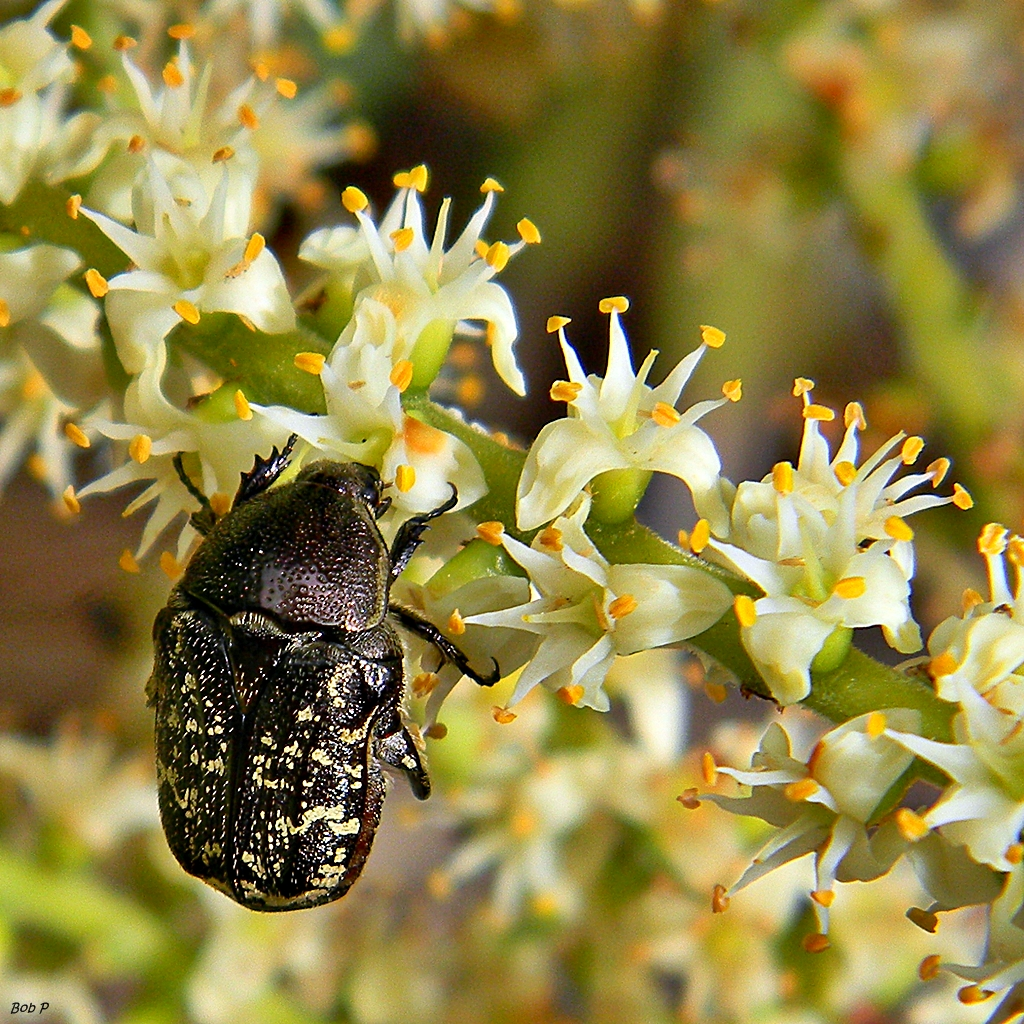